# Пристава-об-Кркі
Пристава-об-Кркі (словен. Pristava ob Krki) — поселення в общині Кршко, Споднєпосавський регіон, Словенія. Висота над рівнем моря: 149 м.